# Avery Hopwood

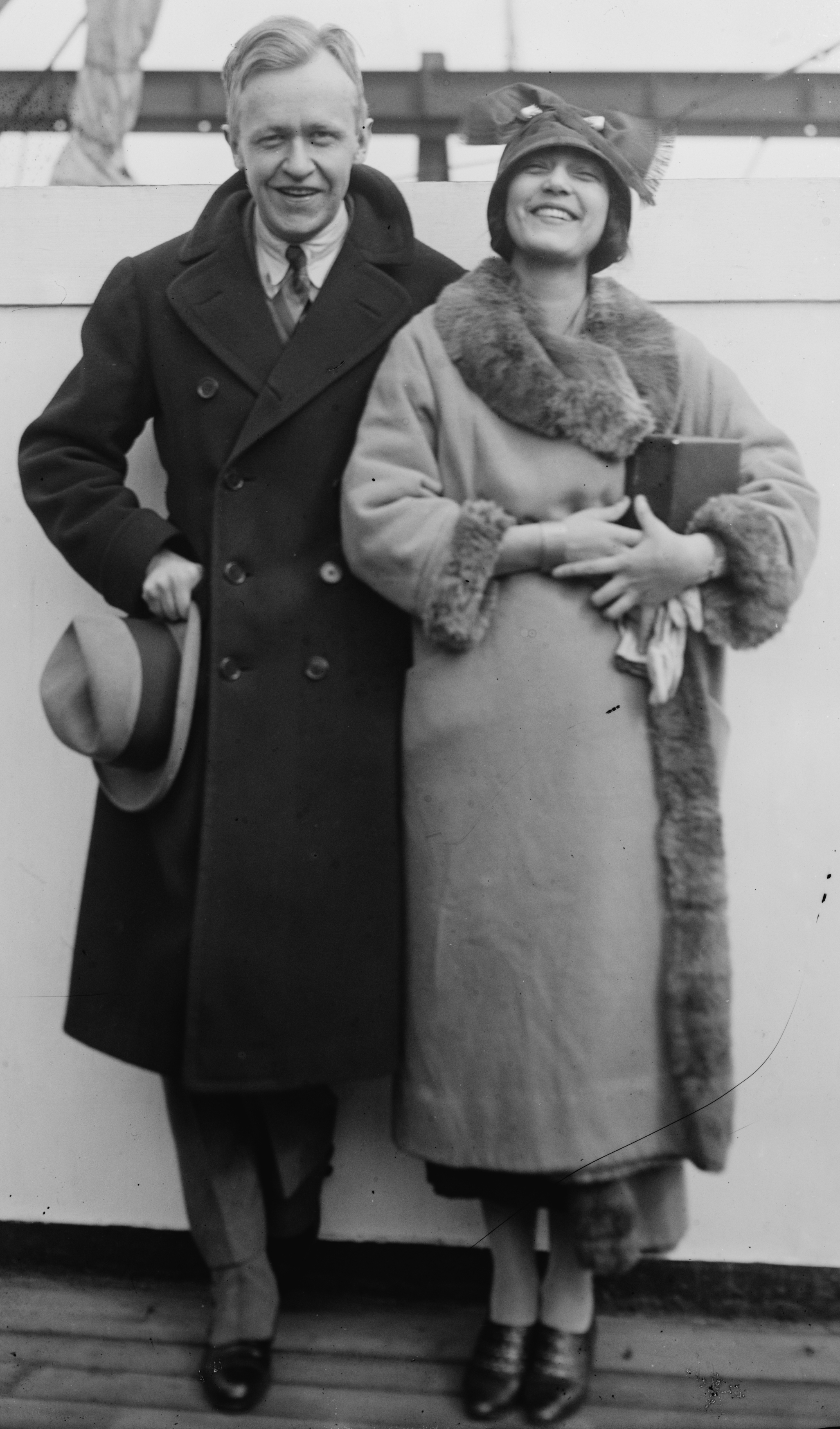
Avery Hopwood till vänster.

Avery Hopwood, född 28 maj 1882 i Cleveland i Ohio i USA, död 1 juli 1928 i Juan-les-Pins i Frankrike, är en amerikansk författare (dramatiker). 
Hopwood har skrivit bland annat farsen Gröna hissen (Fair and Warmer). Tillsammans med Mary Roberts Rinehart har han skrivit deckaren Flädermusen 1927 (The Bat).